# The Revelation (Rev Theory)
The Revelation è il quarto album in studio del gruppo hard rock statunitense Rev Theory, pubblicato il 9 settembre 2016 dalla Another Century Records.

## Tracce
1. Guns – 3:53
2. We Own The Night – 3:43
3. Red Light Queen – 3:09
4. Piece Of Me – 2:58
5. Killing Kind – 3:05
6. We Don't Follow – 3:22
7. My Killers – 2:54
8. Blow It Up – 3:23
9. Lessons – 3:23
10. Other Side – 3:35
11. Candle Burns – 3:11